# Championnat d'Islande de football 1960
Navigation
Saison précédente Saison suivante
La saison 1960 du Championnat d'Islande de football était la 49e édition de la première division islandaise. Les 6 clubs jouent les uns contre les autres lors de rencontres disputées en matchs aller et retour. Le stade de Melavöllur n'est plus le seul stade utilisé à Reykjavik puisque le nouveau stade de Laugardalsvöllur inauguré en 1959 accueille des rencontres à domicile des clubs de la capitale, Fram, Valur et le KR. 
Cette saison 1960 a également vu la création de la Coupe d'Islande de football. C'est le champion sortant, le KR Reykjavik, qui remporte cette première édition.
C'est l'IA Akranes qui termine en tête du championnat et remporte le 6e titre de champion d'Islande de son histoire. Le promu, ÍBA Akureyri se maintient de justesse et envoie l'ÍBK Keflavík en 2. Deild, trois ans seulement après son accession parmi l'élite.

## Les 6 clubs participants
| \| Reykjavik · Fram - Valur - KR IA Akranes ÍBA Akureyri ÍBK Keflavík \| Clubs participants |
| Reykjavik · Fram - Valur - KR IA Akranes ÍBA Akureyri ÍBK Keflavík                          |

| Club            | Classement 1959 | Stade                       | Ville     |
| --------------- | --------------- | --------------------------- | --------- |
| ÍBA Akureyri    | 2. Deild        | Akureyrarvöllur             | Akureyri  |
| ÍA Akranes      | 2               | Akranesvöllur               | Akranes   |
| ÍBK Keflavík    | 5               | Keflavíkurvöllur            | Keflavik  |
| Fram Reykjavik  | 3               | Melavöllur Laugardalsvöllur | Reykjavik |
| KR Reykjavik    | 1               | Melavöllur Laugardalsvöllur | Reykjavik |
| Valur Reykjavik | 4               | Melavöllur Laugardalsvöllur | Reykjavik |

## Compétition

### Classement
Le barème de points servant à établir le classement se décompose ainsi :
- Victoire : 2 points
- Match nul : 1 point
- Défaite : 0 point

| Rang | Équipe           | Pts | J  | G | N | P | Bp | Bc | Diff |
| ---- | ---------------- | --- | -- | - | - | - | -- | -- | ---- |
| 1    | ÍA Akranes       | 15  | 10 | 6 | 3 | 1 | 32 | 15 | +17  |
| 2    | KR Reykjavik T C | 13  | 10 | 6 | 1 | 3 | 41 | 15 | +26  |
| 3    | Fram Reykjavik   | 11  | 10 | 4 | 3 | 3 | 21 | 25 | -4   |
| 4    | Valur Reykjavik  | 10  | 10 | 3 | 4 | 3 | 14 | 25 | -11  |
| 5    | ÍBA Akureyri P   | 6   | 10 | 3 | 0 | 7 | 25 | 35 | -10  |
| 6    | ÍBK Keflavík     | 5   | 10 | 2 | 1 | 7 | 14 | 32 | -18  |

|  | Champion d'Islande 1960 |
|  | Relégation en 2. Deild  |

### Matchs
| Résultats (▼dom., ►ext.)                                   | Fra | Aku | Akr | Kef | KR  | Val |
| Fram Reykjavik                                             |     | 3-2 | 3-3 | 2-4 | 3-2 | 2-2 |
| ÍBA Akureyri                                               | 6-3 |     | 1-3 | 3-1 | 2-5 | 2-3 |
| ÍA Akranes                                                 | 5-1 | 7-1 |     | 3-0 | 3-5 | 1-1 |
| ÍBK Keflavík                                               | 0-2 | 5-2 | 1-4 |     | 0-5 | 0-1 |
| KR Reykjavik                                               | 0-0 | 3-5 | 0-1 | 8-1 |     | 6-0 |
| Valur Reykjavik                                            | 1-2 | 2-1 | 2-2 | 2-2 | 0-7 |     |
| - Victoire à domicile - Match nul - Victoire à l'extérieur |     |     |     |     |     |     |

## Bilan de la saison
| Tableau d'Honneur                 |              |
| Compétition                       | Vainqueur    |
| Championnat d'Islande de football | IA Akranes   |
| Coupe d'Islande de football       | KR Reykjavik |

| Promotion et relégation |                  |
| Relégué en 2. Deild     | ÍBK Keflavík     |
| Promu en 1. Deild       | ÍB Hafnarfjörður |

## Meilleurs buteurs
| # | Buteurs               | Clubs          | Nb de Buts |
| - | --------------------- | -------------- | ---------- |
| 1 | Ingvar Elísson        | ÍA Akranes     | 15         |
| 1 | Þórólfur Beck         | KR Reykjavik   | 15         |
| 3 | Steingrimur Bjornsson | ÍBA Akureyri   | 10         |
| 4 | Sveinn Jónsson        | KR Reykjavik   | 9          |
| 5 | Bjorgvin Arnason      | Fram Reykjavik | 8          |
| 5 | Ellert B. Schram      | KR Reykjavik   | 8          |